# CSD Muñiz
Club Social y Deportivo Muñiz – argentyński klub piłkarski z siedzibą w mieście Muñiz wchodzącym w skład zespołu miejskiego Buenos Aires.

## Osiągnięcia
- Mistrz V ligi argentyńskiej (Primera D Metropolitana): 1986/87

## Historia
Muñiz założony został 9 lipca 1932 roku. W latach 1954–1964 klub był członkiem federacji piłkarskiej Asociación del Fútbol Argentino, organizującej mistrzostwa Argentyny. Do rozgrywek organizowanych przez AFA klub powrócił w 1979, a w 1981 awansował do III ligi argentyńskiej (Primera C).